# Peggy Fleming
Peggy Gale Fleming, née le 27 juillet 1948 à San José, est une patineuse artistique américaine. Elle fut sacrée championne du monde à trois reprises et championne olympique aux Jeux de Grenoble en 1968. Elle fut invitée d'honneur par la ville de Grenoble en février 2008 lors du 40e anniversaire des jeux de 1968.

## Biographie

### Hommage
Peggy Fleming est intronisée au Temple de la renommée du patinage artistique américain en 1976.

## Palmarès
| Compétition                     | 1964 | 1965 | 1966 | 1967 | 1968 |  |  |  |  |  |  |  |  |  |
| Jeux olympiques d'hiver         | 6e   |      |      |      | 1re  |  |  |  |  |  |  |  |  |  |
| Championnats du monde           | 7e   | 3e   | 1re  | 1re  | 1re  |  |  |  |  |  |  |  |  |  |
| Championnats d'Amérique du Nord |      | 2e   |      | 1re  |      |  |  |  |  |  |  |  |  |  |
| Championnats des États-Unis     | 1re  | 1re  | 1re  | 1re  | 1re  |  |  |  |  |  |  |  |  |  |
|                                 |      |      |      |      |      |  |  |  |  |  |  |  |  |  |